# Akademio de Esperanto

Logo Akademii

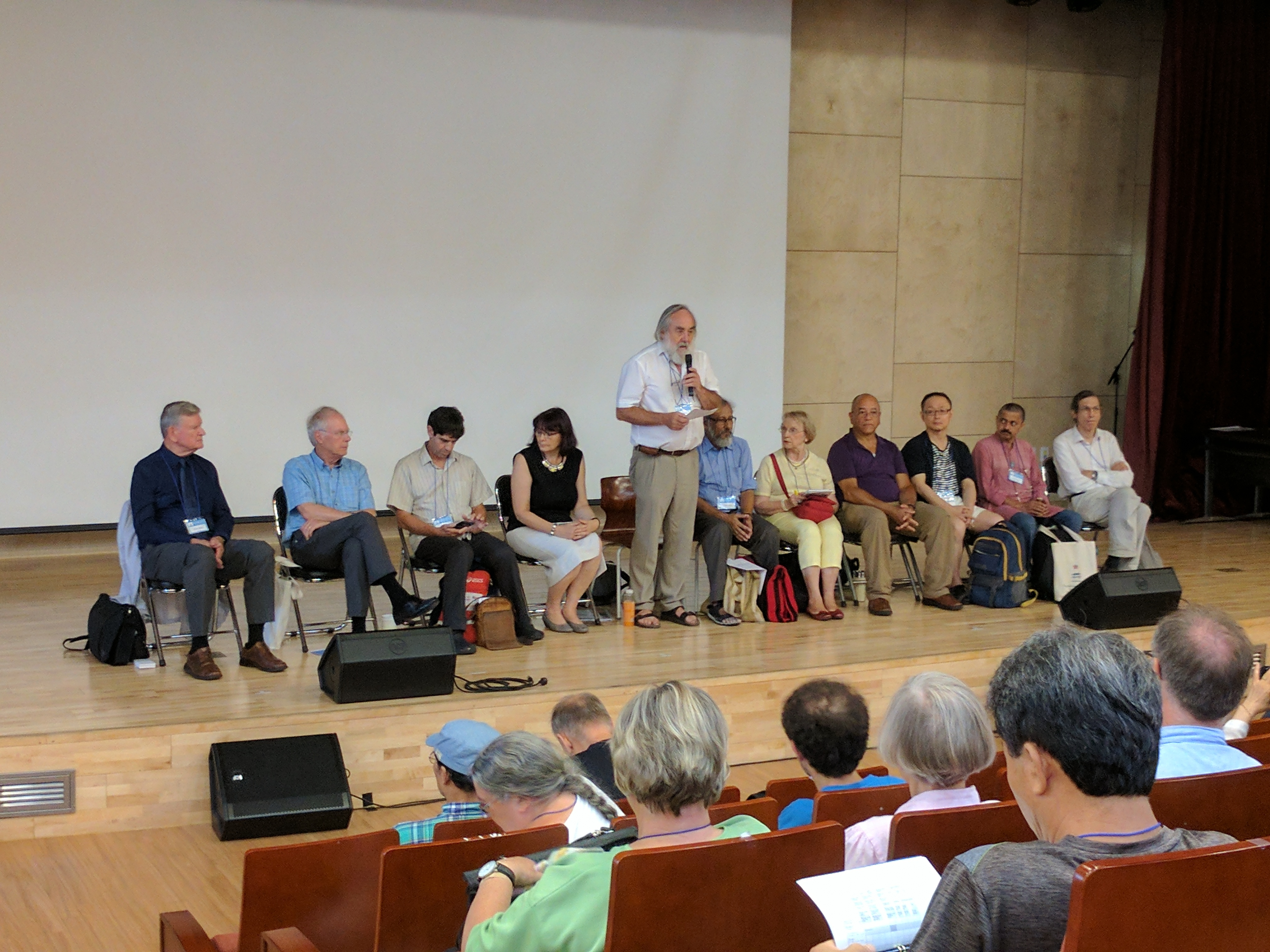
Członkowie Akademii podczas 102. Światowego Kongresu Esperantystów w Seulu, 2017

Akademio de Esperanto („Akademia Esperanto”) – niezależna instytucja językowa, której zadaniem jest ochrona podstaw i kontrola rozwoju języka esperanto.
Poprzednikiem Akademio de Esperanto była instytucja Lingva Komitato („Komitet Językowy”), w której istniała specjalna komisja o nazwie Akademio. W 1948 roku, w ramach generalnej reorganizacji, Lingva Komitato i Akademio zostały połączone i otrzymały dzisiejszą nazwę.

## Aktualni członkowie (od lipca 2007)
- Perla Ari-Martinelli
- dr Asxvinikumar
- Marc Bavant
- Gersi Alfredo Bays
- Vilmos Benczik
- Gerrit Berveling
- dr Marjorie Boulton
- André Cherpillod
- dr Renato Corsetti
- Đào Anh Kha
- prof. Probal Dasgupta
- Michel Duc-Goninaz
- Gbeglo Koffi
- Paul Gubbins
- Miguel Gutiérrez Adúriz (Liven Dek)
- Ottó Haszpra
- prof. Christer Kiselman
- dr Boris Kolker
- dr Ilona Koutny
- Katalin Kováts
- prof. Erich-Dieter Krause
- Mauro La Torre
- Li Shijun
- prof. Jouko Lindstedt
- dr François Lo Jacomo
- Anna Löwenstein
- Ma Young-tae
- dr Carmel Mallia
- prof. Geraldo Mattos
- prof. Carlo Minnaja
- Brian Moon
- Barbara Pietrzak
- Sergej B. Pokrovskij
- Otto Prytz
- Baldur Ragnarsson
- Flavio Rebelo
- Saka Tadasi
- Francisko Simonnet
- Trevor Steele
- dr Humphrey R. Tonkin
- prof. Amri Wandel
- dr John C. Wells
- Bertilo Wennergren
- Xie Yumin
- Yamasaki Seikô